# Pente (motoryzacja)
Pente – węgierska marka samochodowa, utworzona przez Jánosa Pentelényiego.

## Historia

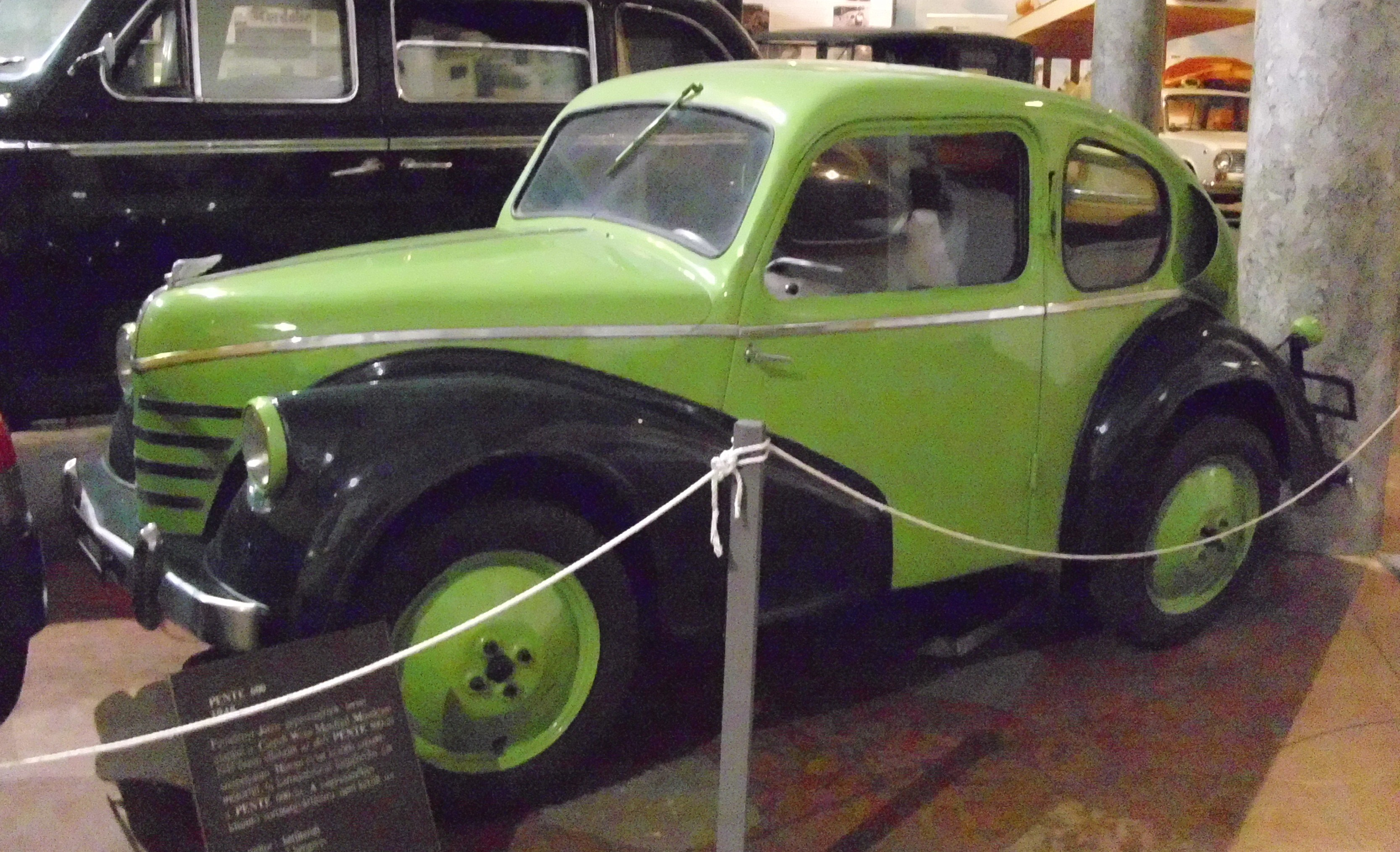
Pente 600

Pracownik fabryki Weiss Manfréd Acél- és Fémművek w Csepel, János Pentelényi, około 1944 roku rozpoczął prace nad małym samochodem. Efektem jego prac był samochód oznaczony jako Pente 500, ukończony w 1946 roku. Był on napędzany dwusuwowym silnikiem o pojemność 0,5 litra i mocy 15 KM. Spalanie pojazdu wynosiło 6 litrów na 100 km. Samochód ważył 560 kg i mógł przewozić cztery osoby. Planowana cena wynosiła 5000 forintów.
Pentelényi po ukończeniu modelu 500 rozpoczął budowę nowego modelu, z założenia większego i mocniejszego. Ten pojazd, oznaczony jako Pente 600, zachował z poprzednika trzystopniową skrzynię biegów oraz podwozie. Opracowana została nowa, opływowa karoseria, a także silnik o pojemności 0,6 litra i mocy 18 KM. Samochód mógł osiągnąć maksymalną prędkość 90 km/h. Po ukończeniu prototyp był intensywnie testowany, pokonując łącznie 100 000 km.
Z uwagi na nacjonalizację węgierskiego przemysłu oba modele nie weszły do produkcji seryjnej. Pentelényi używał samochodu do 1954 roku, po czym przekazał go do Muzeum Transportu w Budapeszcie.